# Nyctennomos catalai
Nyctennomos catalai är en fjärilsart som beskrevs av Pierre E.L. Viette 1954. Nyctennomos catalai ingår i släktet Nyctennomos och familjen nattflyn. Inga underarter finns listade i Catalogue of Life.